# Драч Геннадій Володимирович
Драч Геннадій Володимирович (нар. 05.02.1942, м. Туапсе Краснодарського краю) — радянський і російський учений, культуролог та історик античної (давньогрецької) філософії. Доктор філософських наук, професор Ростовського державного університету, а нині Південного федерального університету. Віце-президент Російського філософського товариства. Заслужений діяч науки Російської Федерації (2007).

## Життєпис
Закінчив історичний факультет РостДУ (1968, з відзнакою) і аспірантуру по кафедрі філософії в тому ж університеті (1971). Також закінчив докторантуру по кафедрі історії західної філософії МДУ (1985). У 1975 році захистив кандидатську дисертацію, у 1989 р. — докторську.
З 1970 по 1989 р. викладач, ст. викладач, доцент, ст. наук. співробітник кафедри історії філософії РДУ, з 1991 р. — професор. У 1990—2009 рр. завідувач кафедри теорії культури, етики та естетики РДУ. У 1998—2014 роках декан факультету філософії і культурології ПФУ (РДУ). Нині професор кафедри теорії культури, етики та естетики Інституту філософії та соціально-політичних наук ПФУ. Голова спеціалізованої вченої ради з філософських наук Д 212.208.11, член спеціалізованої вченої ради Д 212.208.13. За його ініціативою і під безпосереднім керівництвом на філософському факультеті РДУ в 1993 році було відкрито відділення культурології.
Голова регіонального відділення Південного російського культурологічного товариства у Ростові-на-Дону.
Почесний працівник вищої професійної освіти РФ (2000), Заслужений працівник вищої школи РФ (2002), Заслужений діяч науки республіки Інгушетія (2006), Заслужений діяч науки Російської Федерації (2007), Заслужений діяч науки Республіки Адигея (2012). Також відзначен ювілейною медаллю I ступеня «За заслуги перед Південним федеральним університетом», грамотами.
Автор понад 400 публікацій.